# Durazno Fútbol Club
El Durazno Fútbol Club es un club de fútbol uruguayo originario de la ciudad de Durazno, que compite en la Asociación Uruguaya de Fútbol.
El equipo fue fundado el 22 de noviembre de 2005 como Asociación Atlética Durazno Fútbol Club, y compitió en la segunda división uruguaya por varios años hasta interrumpir su participación por deudas. Desde el 2006, Durazno tuvo un buen desempeño y estuvo cerca de ascender a la Primera División en más de una oportunidad, pero nunca logró acceder al círculo de privilegio y terminó desapareciendo en 2011, sin salir de la Segunda División.
En 2021 hubo iniciativas para que el club volviera a competir, lo que se concretó en 2022, cuando un grupo inversor propiedad del exfutbolista Diego Forlán adquirió el equipo, anunciando además la construcción de un complejo deportivo en Durazno.
El Grupo Forlán comenzó a implementar algunos cambios institucionales, como el trasladado del club a Neptunia por comodidad de sus propietarios y manifestaron su intención de que el club pasara a ser conocido "poco a poco" simplemente como DFC, situación que recibió críticas desde la intendencia de Durazno.

## Historia

### Sus inicios
La Asociación Atlética Durazno Fútbol Club fue fundada el 22 de noviembre de 2005, tras la asociación de clubes duraznenses de Primera y Segunda División del Departamento. Dichos clubes son: Central, Juvenil, Nacional, Molles y Rampla. 
Durazno participó en la Segunda División de Uruguay desde la temporada 2006/2007. En esa temporada finalizó en 10.ª posición.

### Cerca del ascenso a Primera
En las temporadas siguientes Durazno estuvo muy cerca del ascenso a Primera División en dos oportunidades: en la segunda temporada del equipo (2007-08) accedieron a los play-offs de ascenso, siendo eliminado por El Tanque Sisley; mientras que al año siguiente, bajo la dirección de Miguel Ángel Puppo, accedieron a la final por el tercer ascenso a Primera División frente a Atenas de San Carlos, cayendo derrotado contra el conjunto carolino. Se recuerda de esta etapa el liderazgo futbolístico en cancha del delantero argentino Daniel Tilger.

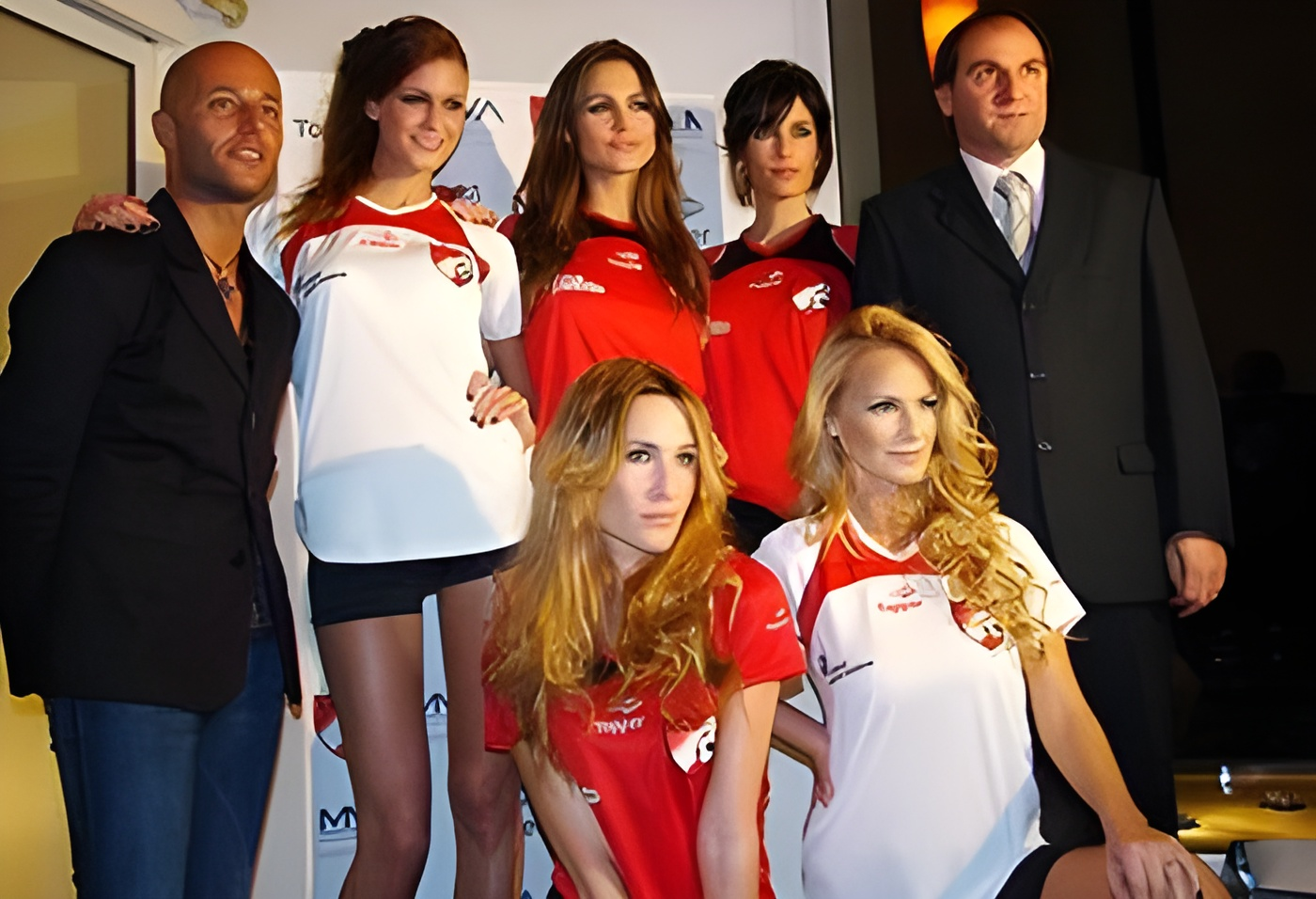
La llegada del argentino Gaby Álvarez buscó generar mayor prensa, pero sin éxito deportivo.

La mayor repercusión del club también se trasladó afuera de las canchas. En el año 2009, el relacionista público argentino Gaby Álvarez fue designado mánager del club por el presidente del club, también argentino, Nannini. Álvarez, proveniente del mundo del jet set puntaesteño, pretendió introducirle glamour al club del centro del país. Por ejemplo, se firmó con la empresa de vestimenta Topper y la presentación de la camiseta se realizó con varias modelos en Punta del Este. Pero lo llamativo fue la insistencia de Álvarez de que el famoso futbolista inglés, David Beckham ficharía por el club, tras ser amigos y él deberle un favor, el cual solo cumpliría si el club subía a la Primera División, algo que nunca ocurrió.

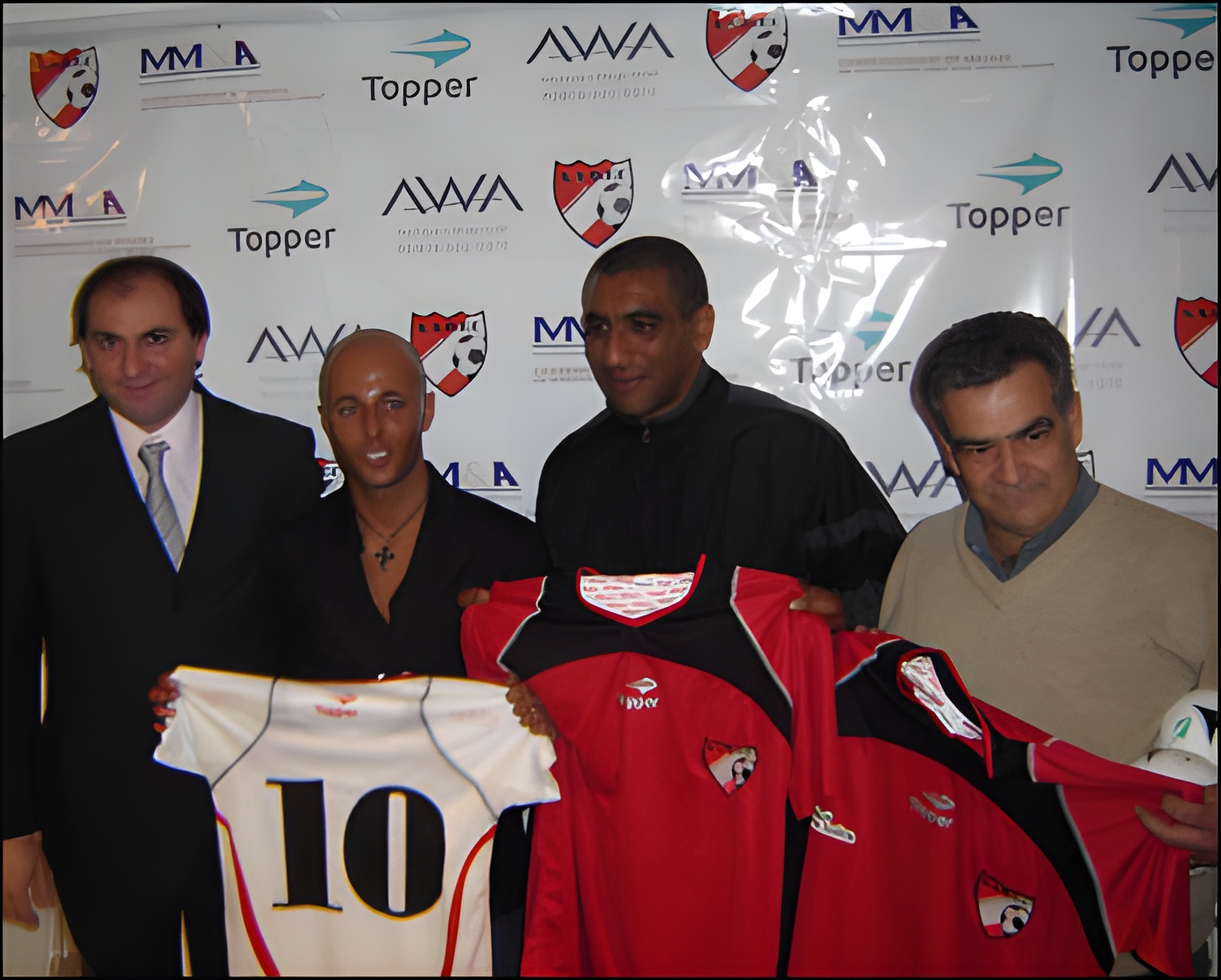
Presentación de la equipación 2009 a cargo de Topper, junto con autoridades departamentales.

Para 2010 existieron negociaciones para que el club disputara un cuadrangular en España junto a Sevilla, Sporting de Gijón y otro club a confirmar, pero el rendimiento del equipo cayó considerablemente y la idea fracasó. La repercusión mediática del club no terminó generando un impacto deportivo.

### Debacle deportiva
Posteriormente el equipo comenzó a perder rendimiento deportivo. Al siguiente campeonato (2009-10) la actuación fue la peor, al ser penúltimo entre 12 participantes. Este resultado fue apenas mejorado durante el torneo 2010-11, donde finalizó 10.º entre 12 equipos. Además durante este año, se generó polémica al oficiar en sus partidos de local en la ciudad de Montevideo y no en su ciudad de origen.
Finalmente esa mudanza de la localía (la cual produjo rechazo de los aficionados duraznenses al equipo), sumado a los problemas económicos y el alejamiento del grupo gerenciador, ocasionaron que el equipo no compitiera en la temporada 2011-12, lo que llegó a significar la desaparición del club que representaba al departamento de Durazno en el fútbol de la AUF.

### Compra, vuelta a la actividad y traslado

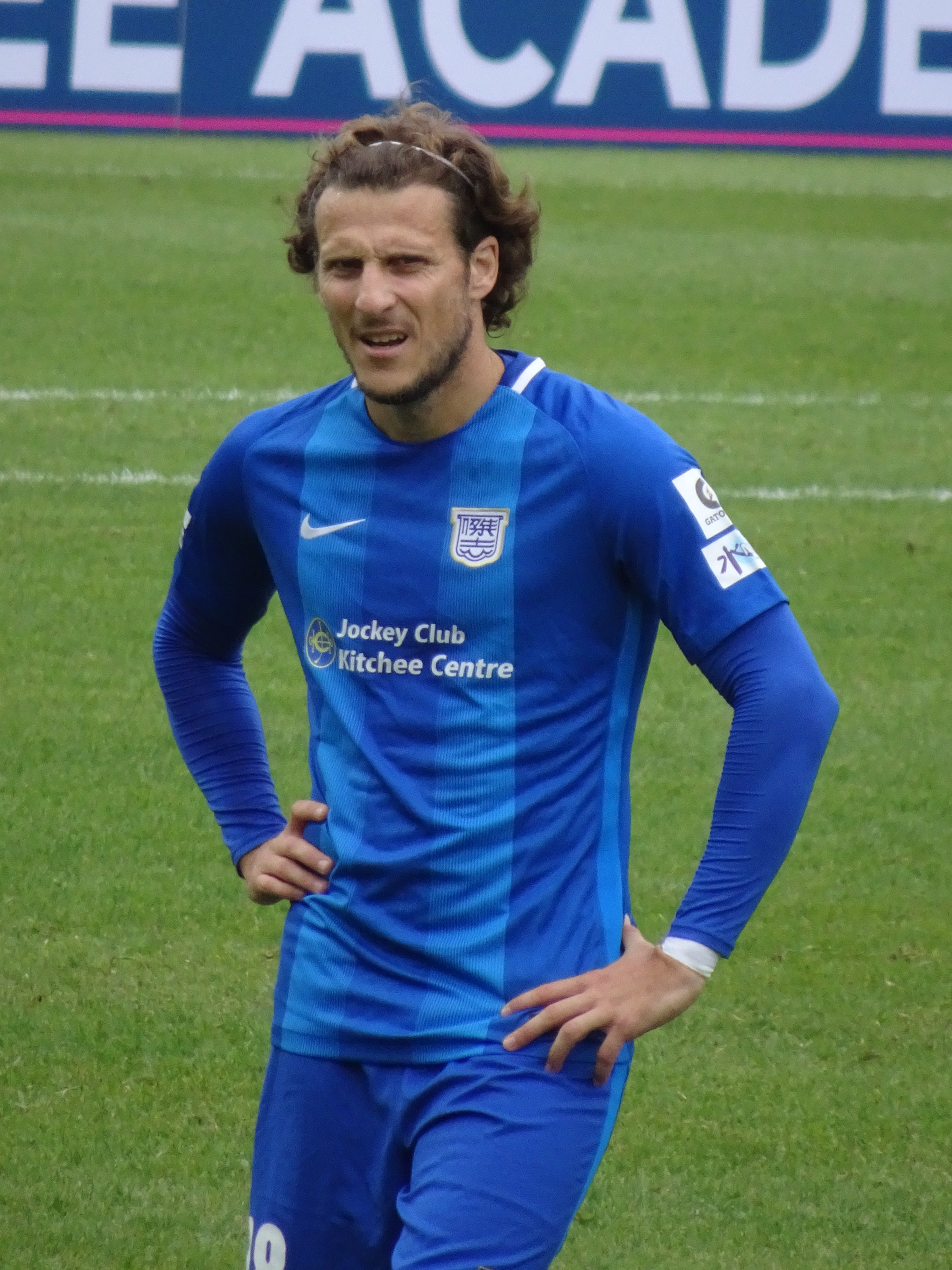
Diego Forlán, actual propietario del club.

El vacío generado por la desaparición del club profesional de Durazno en su ciudad provocó que permanentemente se buscaran soluciones para su regreso. En 2021 existieron iniciativas para que el club volviera a representar al Departamento de Durazno dentro de la Asociación Uruguaya de Fútbol. Las mejoras en el Estadio Silvestre Octavio Landoni incrementaron los rumores de un retorno, aunque sin resultados concretos.
Meses después, en enero de 2022, trascendió que un grupo inversor propiedad de Diego Forlán adquirió al equipo, poniéndose como objetivo que el club compita en la Primera División Amateur para la temporada 2022. La confirmación llegó a principios de febrero, a través de una conferencia de prensa. La compra del club también implicó la simplificación del nombre (que, tras más de dieciséis años como Asociación Atlética Durazno Fútbol Club pasó a ser simplemente Durazno Fútbol Club) y de la imagen. Este último punto generó controversia por lo característico del escudo del club y su nueva versión, excesivamente simplificada.
En principio el retorno del club fue una gran noticia para el departamento de Durazno, la prensa local informó que el mismo grupo inversor había comprado unos terrenos frente al Parque de la Hispanidad, donde se construiría el nuevo Complejo Deportivo del equipo. El impacto mediático del retorno del club era "sumamente positivo" para el departamento, de acuerdo con autoridades municipales,algo que no se sostuvo en el tiempo: Durazno FC solamente jugó en el Landoni durante el año 2022.
En el 2023 el Grupo Forlán trasladó al equipo a las inmediaciones de Montevideo: el complejo deportivo se ubicó al norte de Neptunia (en la Costa de Oro del departamento de Canelones), y el equipo ofició de local en el Estadio Palermo de Montevideo. En 2024 el propio Forlán anunció que el equipo debía llamarse DFC para evitar utilizar el nombre de Durazno. Curiosamente las siglas DFC coinciden con las siglas del propio Diego Forlán Corazzo.
Para ese campeonato de 2024 realizó incorporaciones de mucho renombre como Walter Gargano, Hernán Figueredo, Andrés Rodales y Adrián Vila.

## Símbolos
|  |  |  |

### Escudo y bandera
Tradicionalmente tanto la bandera como el escudo del club contienen prácticamente el mismo diseño, adaptado a distintos formatos. Se trata de una figura roja con una franja diagonal blanca. Por encima, se encuentra en negro las iniciales del club (A.A.D.F.C.), la inscripción "Durazno" en blanco y una pelota de fútbol.
Para 2022 se dio el cambio más controversial, simplificando toda la imagen del club y apartando toda nomenclatura del interior del emblema. A su vez, el club utiliza como frase institucional "el corazón del país" para referirse al equipo, también apodado como "la roja del Yí".
Evolución del escudo de Durazno
|  |  |  |  |

## Uniforme

### Indumentaria

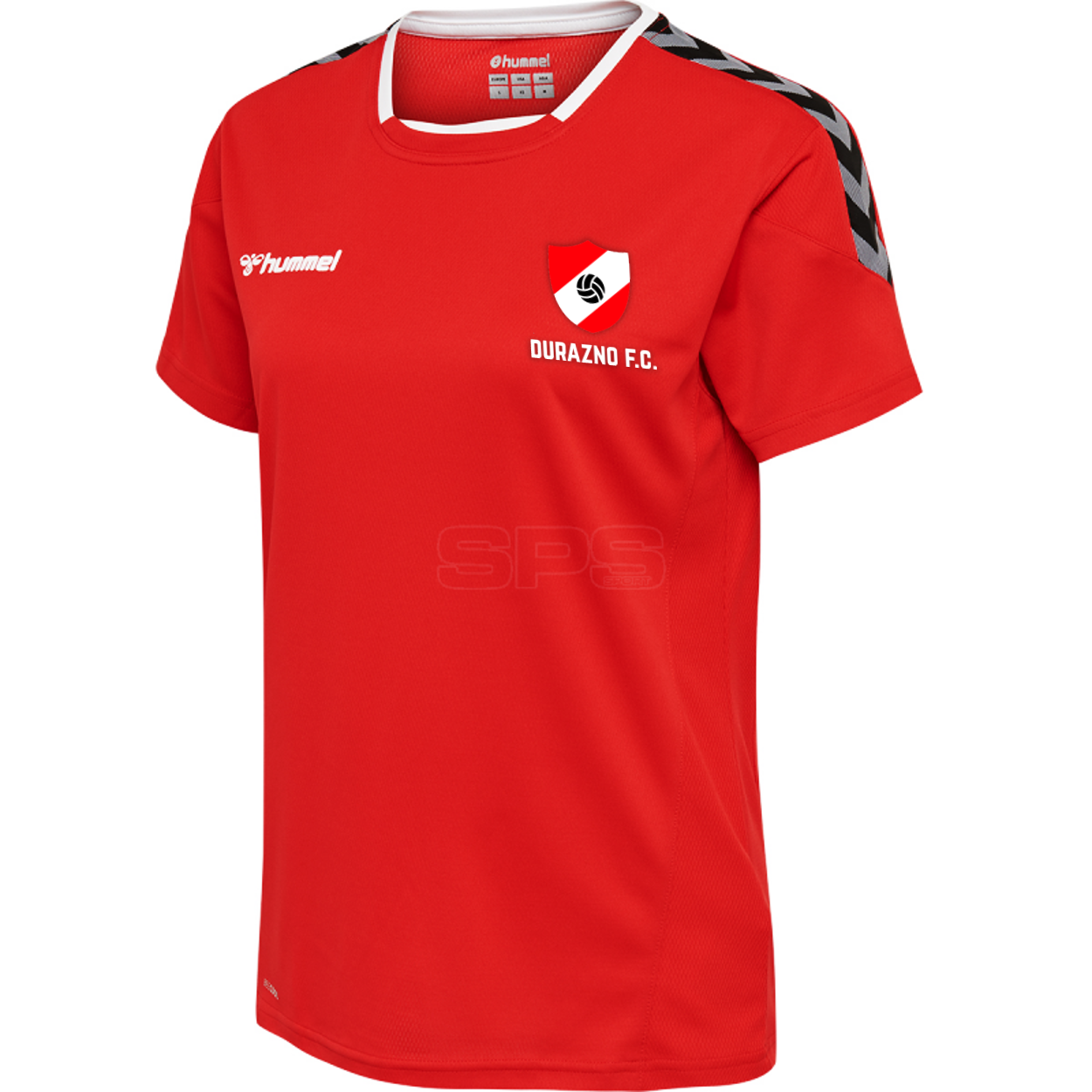
Tradicionalmente las camisetas de Durazno son principalmente rojas.

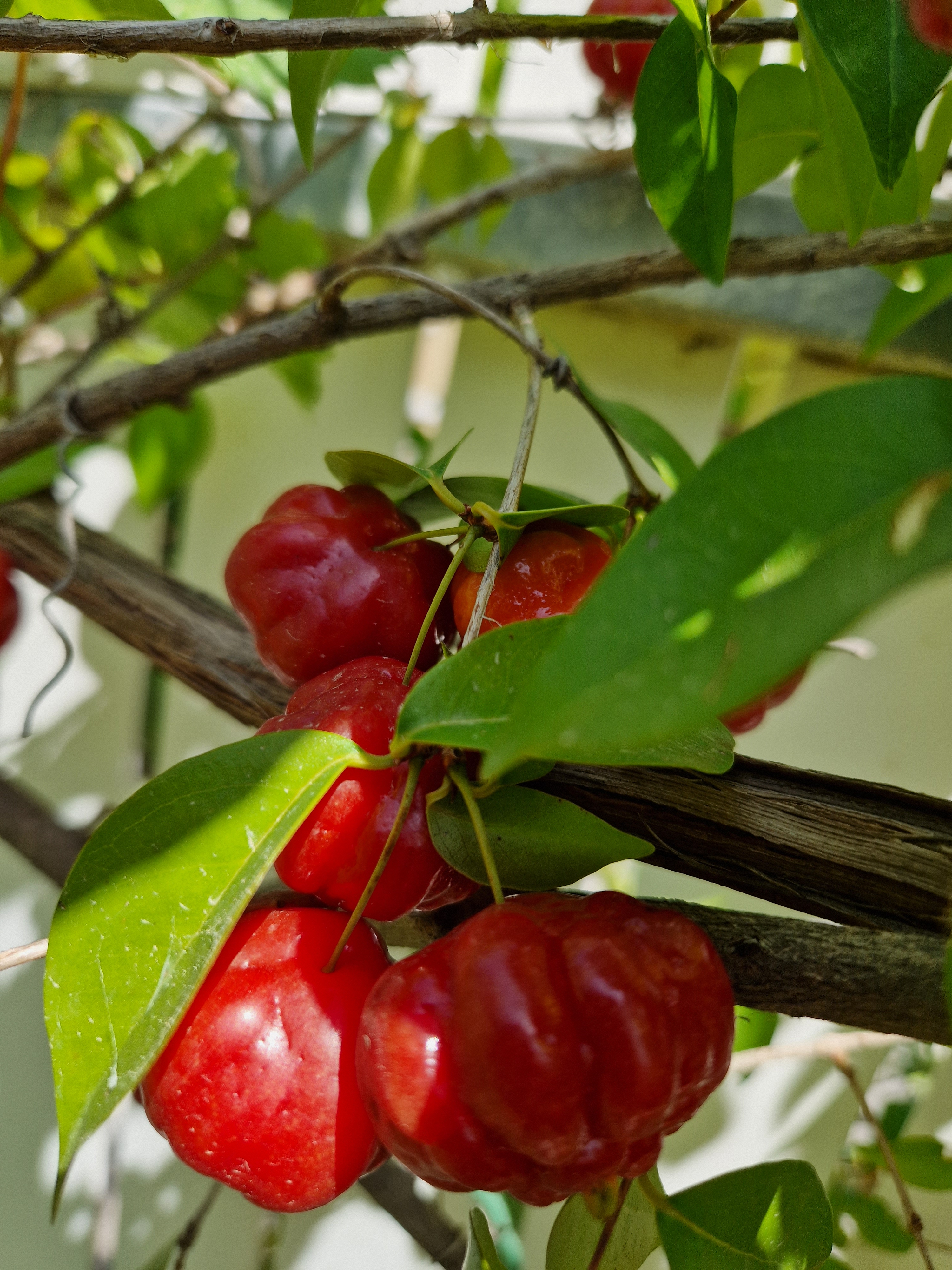
Fruto de la pitanga.

El color rojo de la camiseta proviene de la Selección de Durazno, la cual históricamente ha jugado con ese color, y por ello son conocidos como "los rojos del Yí". Se dice que el color rojo es el de la pitanga.
La indumentaria titular del club suele estar compuesta principalmente por el color rojo, tanto en la camiseta como en el pantalón y las medias, con detalles en color blanco. En ocasiones también ha usado short blanco, y en algunas oportunidades, medias blancas para diferenciarse de su rival. 
En 2024, ya en su versión como "DFC" el equipo utilizó camiseta predominantemente negra con rayas verticales rojas y blancas ordenadas aleatoriamente, pantalón negro y medias rojas.
| (2005-11) | (2022-2023) | DFC 2024 |

Por su parte, el uniforme alternativo se compone de una camiseta blanca con detalles rojos, el pantalón titular o uno blanco con detalles rojos, y medias blancas también con detalles en rojo. Algunas veces, el uniforme suplente también ha tenido el short en color blanco.
| (2005) | (2022-presente) |  |